# MS Antivirus
MS Antivirus (également connu sous le nom de Spyware Protect 2009) est un antivirus rogue (ou faux antivirus) qui se dit efficace dans la lutte contre les infections virales sur les ordinateurs utilisant Microsoft Windows en tant qu'explorateur. Il a été créé dans le but d'abuser, les clients qui achètent la « version complète » du logiciel.

## Appellations
MS Antivirus a reçu de nombreuses appellations. Il est également connu sous les noms de XP Antivirus, Vitae Antivirus, Windows Antivirus, Win Antivirus, Antivirus Action, Antivirus Pro 2009 and 2010, Antivirus 2007, 2008, 2009, 2010, 2011 et 360, AntiMalware GO, Internet Antivirus Plus, System Antivirus, Spyware Guard 2008 and 2009, Spyware Protect 2009, Winweb Security 2008, System Security, Malware Defender 2009, Ultimate Antivirus2008, Vista Antivirus, General Antivirus, AntiSpywareMaster, Antispyware 2008, XP AntiSpyware 2008, 2009 and 2010, Antivirus Vista 2010, Real Antivirus, WinPCDefender, Antivirus XP Pro, Anti-Virus-1, Antivirus Soft, Vista Antispyware 2012, Antispyware Soft, Antivirus System PRO, Antivirus Live, Vista Anti Malware 2010, Internet Security 2010, XP Antivirus Pro, Security Tool, VSCAN7 et Total Security. Le nom d'ANG Antivirus est également utilisé car il ressemble au qualificatif de l'AVG Antivirus.

## Symptômes d'infection
Chaque variante de cet antivirus possède sa propre technique de téléchargement. MS Antivirus a été créé pour tromper les internautes sur son apparence d'antivirus efficace et ainsi convaincre ses futurs clients d'acheter sa version complète. Durant son installation, MS Antivirus établit un scan sur l'ordinateur et affiche un rapport composé de faux logiciels espions et déclarant ainsi que l'ordinateur est infecté. Lorsque le scan est complet, un message d'alerte est affiché indiquant que l'antivirus a « détecté » de nombreux virus et l'utilisateur peut choisir de les supprimer à l'aide d'une touche prévue à cet effet. Selon la touche choisie -- "Next" ou "Cancel" -- une fenêtre de téléchargement s'affichera. Cette tactique vise à effrayer l'utilisateur en cliquant sur le lien ou sur la touche pour télécharger MS Antivirus. Si l'utilisateur décide de ne pas acheter le programme, il recevra des messages d'alerte en permanence lui indiquant que des virus ont été trouvés et qu'il doit acheter la version complète pour qu'il puisse les supprimer. Ce type de comportement peut ralentir l'ordinateur et empêcher celui-ci de fonctionner correctement.
MS Antivirus diffuse constamment des pop-ups et messages d'alerte sur un ordinateur infecté. Ces alertes sont des fausses infections qui ont, encore une fois, pour but d'effrayer l'utilisateur et de forcer celui-ci à acheter le logiciel dans l'optique de supprimer ces nuisibles. D'une manière encore plus sérieuse, l'antivirus peut afficher un écran bleu de la mort, afficher un faux redémarrage ainsi qu'un message pour acheter le logiciel. Le registre est également modifié pour lancer l'antivirus dès le démarrage. Ces liens incluent : MSASetup.exe, MSA.exe, MSA.cpl et MSx.exe.
Aux dépens des versions, les fichiers peuvent apparaître sous un nom différent.

## Actions
Les versions de cet antivirus ne causent pas de dégâts directs. Les informations de l'utilisateur ne sont pas volées (comme le fait habituellement un logiciel espion). Cependant, le logiciel peut très vite devenir agaçant lorsque de nombreux et faux messages d'alerte s'affichent en permanence. Certaines versions causent beaucoup de dégâts ; elles affichent des messages d'alerte lorsque l'utilisateur tente d'accéder à une application ou essaye même d'accéder à son disque dur, en particulier après le redémarrage de l'ordinateur. Ces agissements s'appliquent via des modifications sur le registre. Cela peut figer l'écran à cause des messages d'alerte, et rendent les contenus de l'ordinateur temporairement inaccessibles. Elles peuvent également désactiver la protection des véritables antivirus. Peu importe la version installée, MS Antivirus utilise toujours des ressources systèmes lorsqu'il est lancé et ralentit conséquemment les performances de l'ordinateur.
Le logiciel peut également bloquer l'accès à des sites anti-logiciels espion et, dans certains cas, la recherche du terme antivirus 2009 (ou autres termes annexes) sur un moteur de recherche peut mener à une page blanche. certaines versions du logiciel peuvent rediriger l'utilisateur d'une page de recherche Google envers une fausse page avec un faux message affichant l'Antivirus 2009.
Antivirus 2009 peut également désactiver des programmes anti-espions et empêcher l'utilisateur de les lancer ou les réinstaller. Ces applications incluent McAfee, Spybot - Search & Destroy, AVG, Malwarebytes' Anti-Malware et Superantispyware.

## Coûts
En novembre 2008, il est rapporté qu'un pirate informatique surnommé NeoN a piraté la base de données de Bakasoftware et a posté le coût gagné par la compagnie en diffusant XP Antivirus. Les données révèlent que la compagnie aurait gagné un total de 158 000 dollars en une semaine,.